# Marsskalv

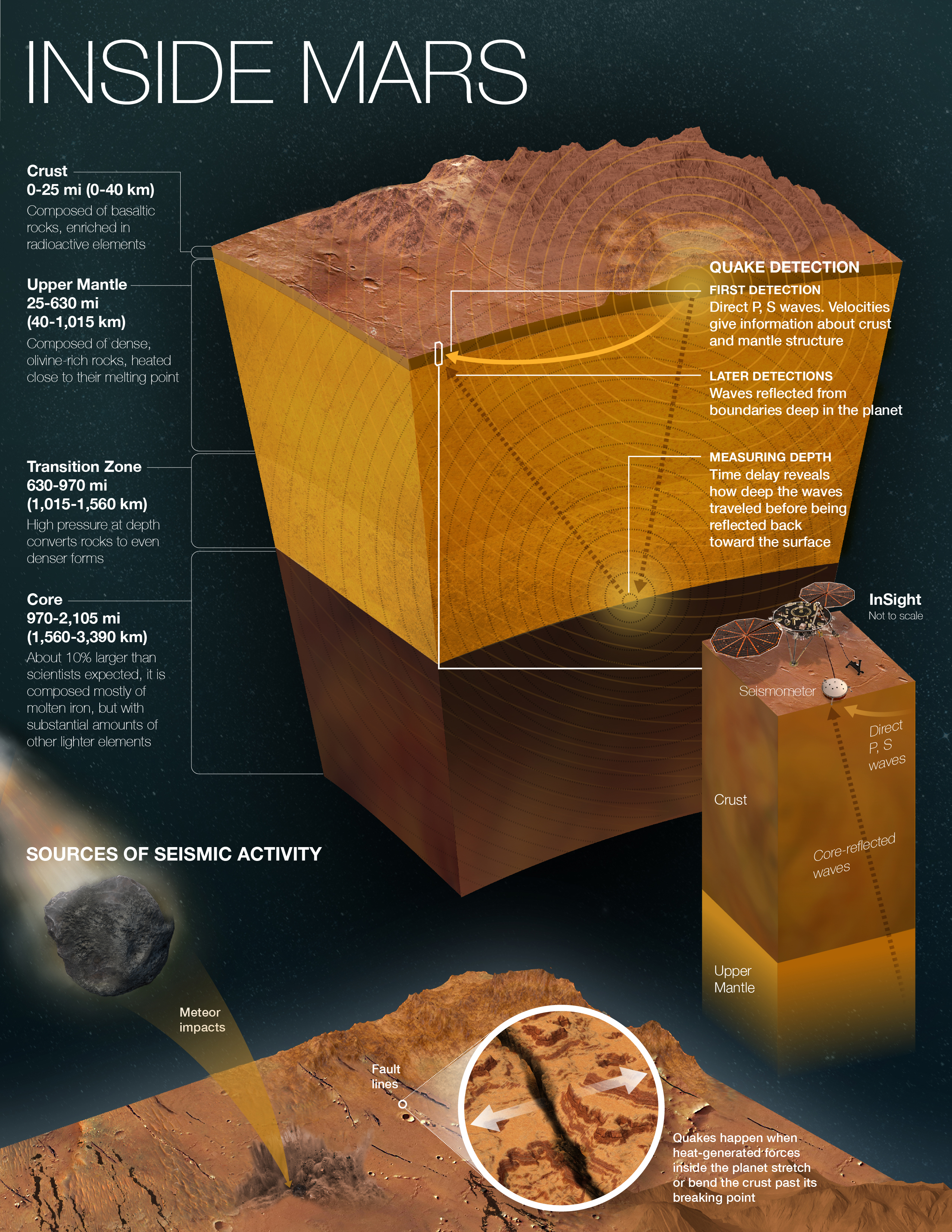
Ett tvärsnitt av Mars som visar områden där skalv förekommer

Marsskalv eller marsbävning är seismisk aktivitet som sker på planeten Mars. Skalven påminner om jordbävningar som sker på jorden. Upptäckten av marsskalv skedde huvudsakligen av uppdraget Insight där en rymdsond utrustad med en seismograf landade på Elysium Planitia på Mars i november 2018.
Skalven kan delas upp i två distinkta grupper: en grupp med seismiska händelser av liten magnitud och med hög frekvens som sprids genom Mars skorpa och en annan grupp med lågfrekventa skalv på en magnitud av 3-4 Mw som sker under planetens skorpa och sprids genom manteln. Eftersom Mars - till skillnad från jorden - saknar tektoniska plattor kan inte skalven förklaras av rörelser i dessa. Troligen uppstår skalven av stora områden av stenmaterial som rör sig upp mot ytan från varma regioner djupt inom Mars och därmed skapar seismisk aktivitet.
Det kraftigaste skalvet som uppmättes skedde den 4 maj 2022, då Insight registrerade ett skalv av magnituden 4,7, vilket var fem gånger starkare än det tidigare rekordet 4,2. Skalvet utmärkte sig även för att hålla på i sex timmar, jämfört med de flesta andra skalv som avtar inom en timme. Skalvet på 4,7 var tillräckligt starkt för att forskare först trodde att det hade orsakats av ett asteroidnedslag, något man dock inte fann bevis för och därför konstaterade att händelsen troligen orsakades av seismisk aktivitet.